# Gás natural veicular
Carro movido a Gás natural.
Gás natural veicular (GNV) é um combustível disponibilizado na forma gasosa. Diferencia-se do gás liquefeito de petróleo (GLP) por ser constituído por hidrocarbonetos na faixa do metano e do etano, enquanto o GLP possui em sua formação hidrocarbonetos na faixa do propano e do butano.

## Equivalências

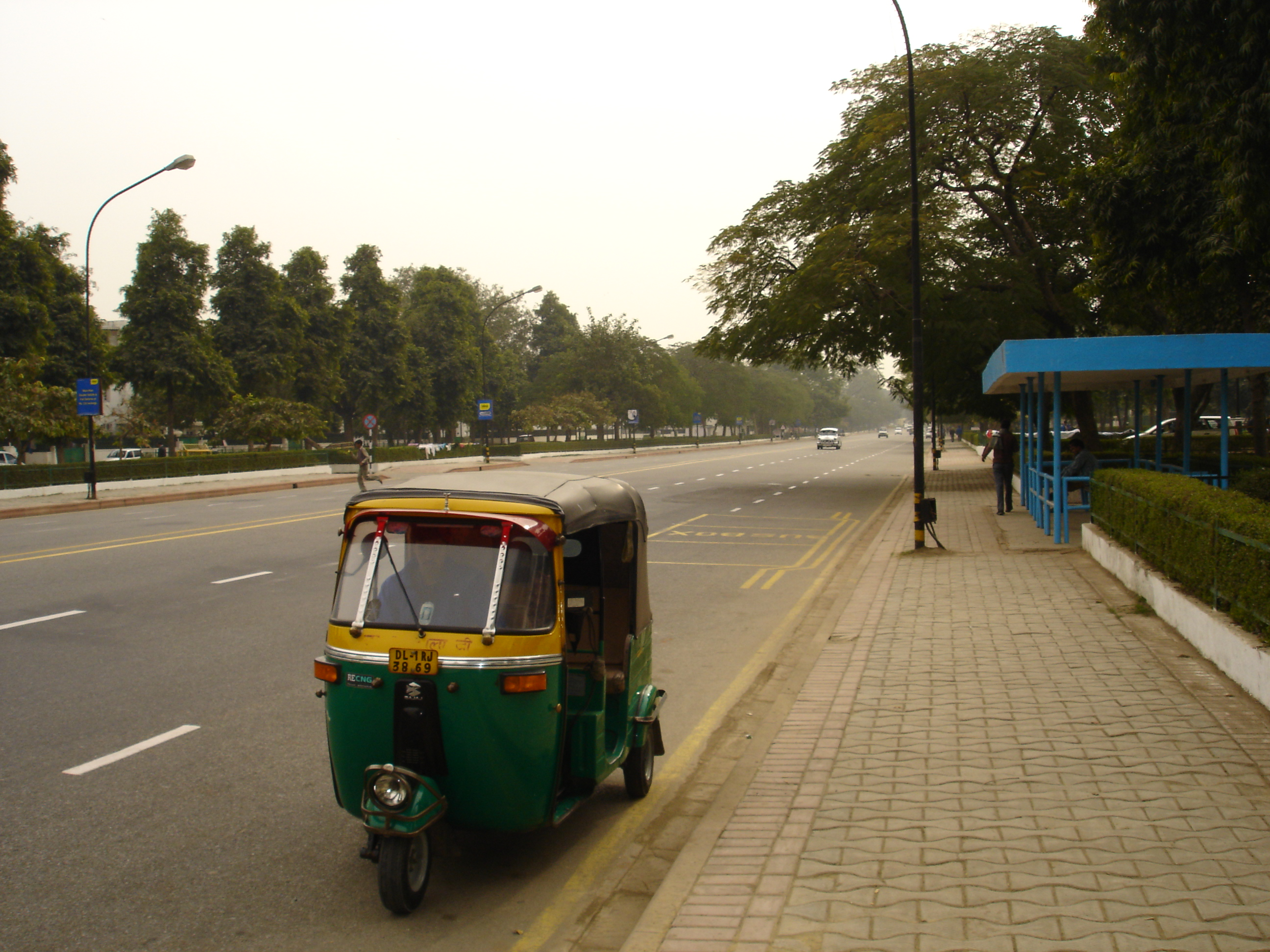
Veículo movido a GNV em Nova Delhi (Índia).

No Brasil ocorreu uma corrida na exploração e na distribuição aos postos que envolvia também a modificação de todos os utensílios domésticos e dos motores a gasolina e a álcool que pretendiam trabalhar com gás. Além disso, para forçar o consumo, elevaram-se os impostos dos veículos que usavam combustível líquido, enquanto diminuíam o mesmo imposto para os veículos adaptados. No entanto, com a crise na Bolívia, a partir do decreto de nacionalização da exploração de hidrocarbonetos realizada por Evo Morales, houve uma redução no crescimento.
A economia com a utilização do GNV chega a 66%, sendo indicado para usuários que rodam acima de mil quilômetros por mês, devido ao custo da transformação do veículo.
É um combustível extremamente seguro se o veículo for preparado em uma oficina credenciada; os acidentes registrados até hoje são devidos a adaptações realizadas por pessoas não habilitadas.
Em 2006 a FIAT do Brasil anunciou o primeiro carro tetrafuel, o FIAT Siena Tetrafuel, que opera com os seguintes combustíveis:
- Gasolina pura
- Gasolina brasileira (com até 27% de álcool)
- Álcool
- GNV

A queima do GNV é mais lenta que a da gasolina e isso faz com que haja uma demora na queima da mistura ar/GNV, comparado ao tempo da mistura ar/gasolina. Isso requer um adiantamento na ignição para compensar. Nesse caso são usados "variadores de ponto da ignição" que forneceria uma fagulha antes do que normalmente acontecia, dando mais tempo para o GNV queimar. Estes dispositivos são módulos eletrônicos que adiantam o momento da centelha ocorrida nas velas. Uma outra forma também empregada, de forma menos frequente, é a injeção calculada de combustível, em quantidade bem pequena, junto com o GNV, que acelera a ignição do GNV corrigindo o atraso natural de ignição do mesmo, processo que é feito também por um módulo eletrônico denominado Mobmix. Se aproveita a agilidade da gasolina em se queimar, em relação ao GNV, para acelerar a queima do GNV.
Além disso o GNV aguenta uma taxa de compressão maior que a gasolina sem detonar, desta forma, deveriam aumentar a taxa de compressão, caso que nunca acontece, em se tratando de veículos Biflex. O motivo seria que a nova taxa de compressão é adequada ao GNV, mas não ao outro combustível (álcool/gasolina). Com isso se mantém o motor compatível aos dois combustíveis, mas se perde o rendimento superior que um motor usando taxas de compressão maiores traria e que o GNV permite (carece fontes). Isso deixa o GNV subutilizado. Leiam sobre taxa de compressão e melhoramento da eficiência térmica nos motores.

Gás natural veicular
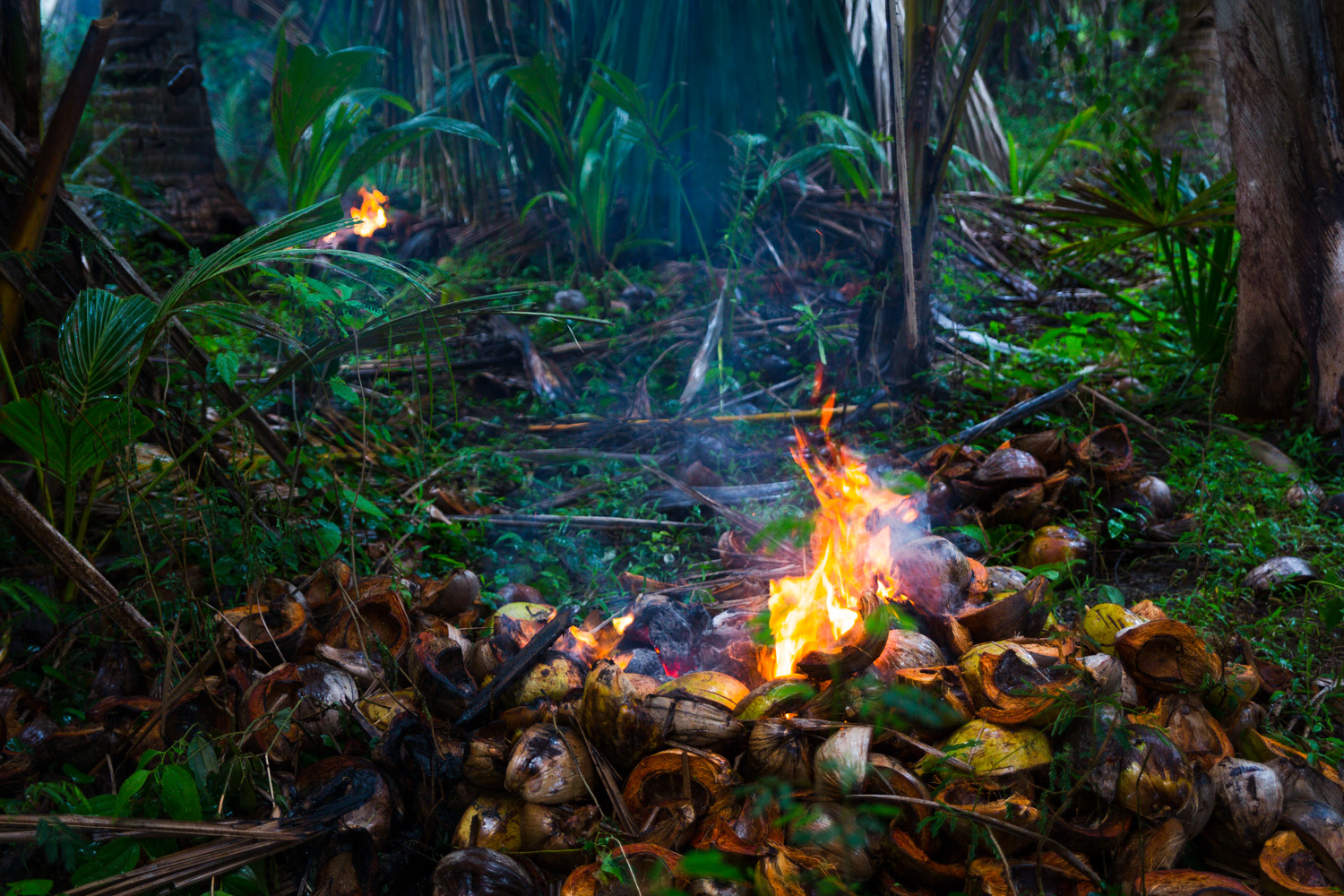
Gás natural queimando perpetuamente em Babulo, (Viqueque, Timor Leste).
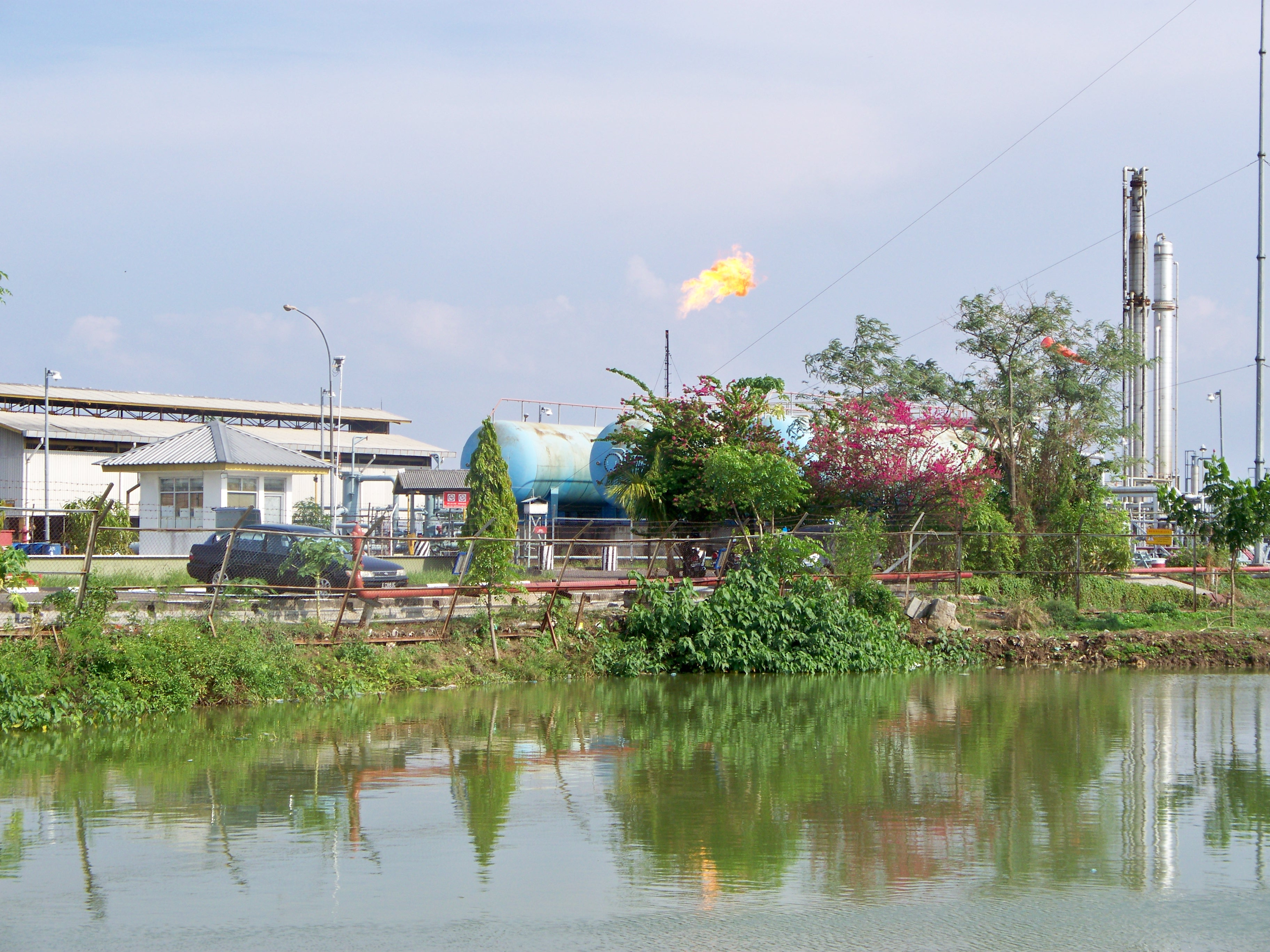
Campo de produção de GNV em Wirakanan (Java Ocidental, Indonésia).
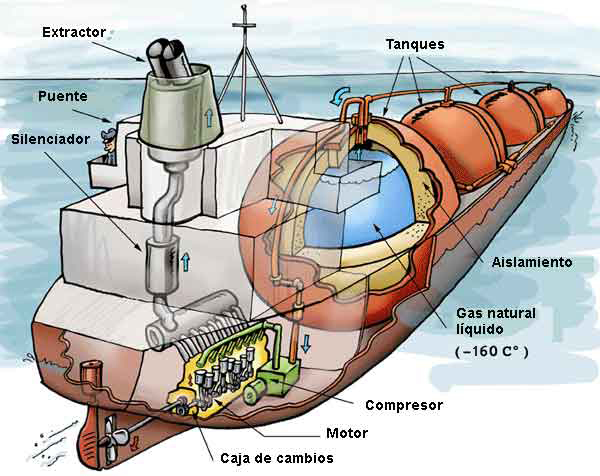
Esquema de um navio gaseiro (em espanhol).
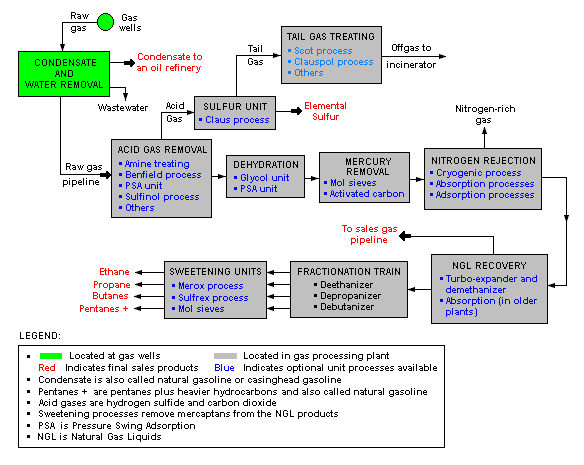
Processamento do GNV (em inglês).
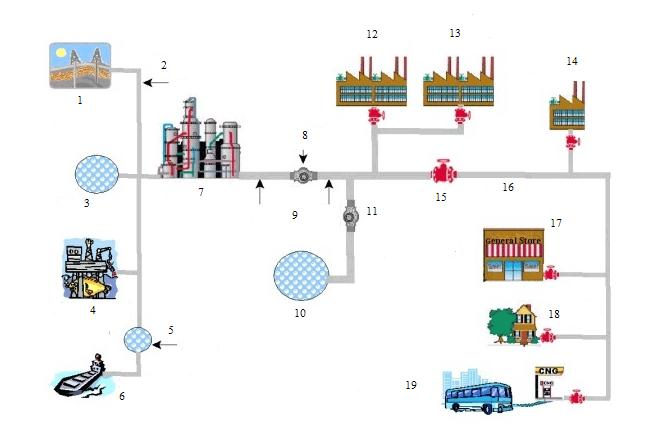
Transporte tubular para gás natural.
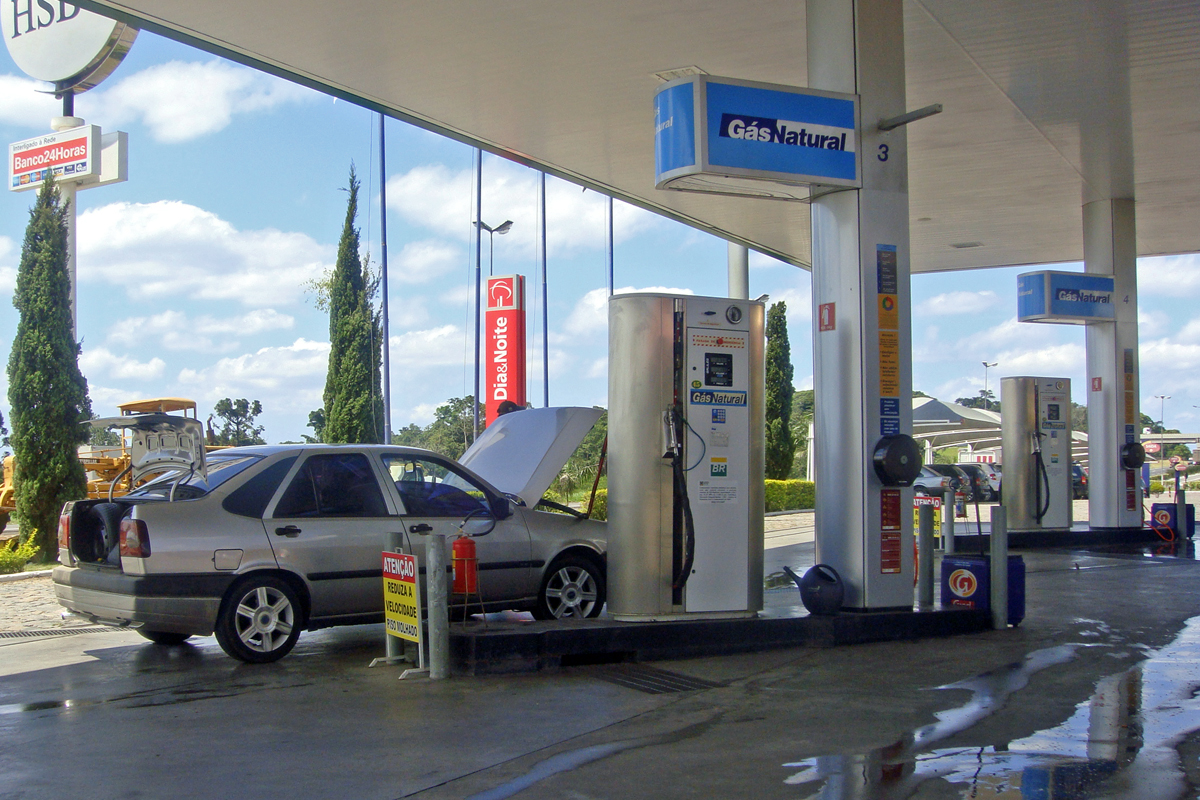
Posto de abastecimento de Gás Natural no Paraná, Brasil.